# Lubambo Musonda
Lubambo Musonda (sinh ngày 1 tháng 3 năm 1995) là một cầu thủ bóng đá chuyên nghiệp người Zambia hiện đang thi đấu ở vị trí tiền vệ cánh trái cho câu lạc bộ Śląsk Wrocław và đội tuyển bóng đá quốc gia Zambia.

## Sự nghiệp

### Câu lạc bộ
Musonda từng đá cho National Assembly, Power Dynamos và Ulisses.
Cùng với Cúp bóng đá châu Phi 2015, Musonda thử việc ở FC Aktobe.
Vào tháng 8 năm 2015 anh ký hợp đồng cho Gandzasar Kapan.

### Quốc tế
Anh ra mắt quốc tế cho Zambia năm 2014. Vào tháng 12 năm 2014 anh có tên trong đội hình sơ loại của Zambia tham giaCúp bóng đá châu Phi 2015.

## Thống kê sự nghiệp

### Câu lạc bộ
Tính đến trận đấu diễn ra ngày 5 tháng 7 năm 2020
| Câu lạc bộ          | Mùa giải            | Giải vô địch                    | Giải vô địch | Giải vô địch | Cúp quốc gia | Cúp quốc gia | Châu lục | Châu lục  | Tổng | Tổng      |
| Câu lạc bộ          | Mùa giải            | Hạng đấu                        | Trận         | Bàn thắng    | Trận         | Bàn thắng    | Trận     | Bàn thắng | Trận | Bàn thắng |
| ------------------- | ------------------- | ------------------------------- | ------------ | ------------ | ------------ | ------------ | -------- | --------- | ---- | --------- |
| Ulisses             | 2014–15             | Giải bóng đá ngoại hạng Armenia | 13           | 2            | 2            | 0            | –        | –         | 15   | 2         |
| Gandzasar Kapan     | 2015–16             | Giải bóng đá ngoại hạng Armenia | 25           | 0            | 4            | 1            | –        | –         | 29   | 1         |
| Gandzasar Kapan     | 2016–17             | Giải bóng đá ngoại hạng Armenia | 29           | 3            | 2            | 1            | –        | –         | 31   | 4         |
| Gandzasar Kapan     | 2017–18             | Giải bóng đá ngoại hạng Armenia | 26           | 8            | 4            | 2            | 2        | 0         | 33   | 10        |
| Gandzasar Kapan     | 2018–19             | Giải bóng đá ngoại hạng Armenia | 17           | 5            | 2            | 0            | 2        | 1         | 22   | 6         |
| Gandzasar Kapan     | Tổng                | Tổng                            | 97           | 16           | 12           | 4            | 4        | 1         | 115  | 21        |
| Śląsk Wrocław       | 2018-19             | Ekstraklasa                     | 12           | 0            | 0            | 0            | –        | –         | 12   | 0         |
| Śląsk Wrocław       | 2019-20             | Ekstraklasa                     | 25           | 0            | 0            | 0            | –        | –         | 25   | 0         |
| Śląsk Wrocław       | Tổng                | Tổng                            | 37           | 0            | 0            | 0            | -        | -         | 37   | 0         |
| Tổng cộng sự nghiệp | Tổng cộng sự nghiệp | Tổng cộng sự nghiệp             | 147          | 18           | 14           | 4            | 4        | 1         | 166  | 23        |

### Quốc tế
Tính đến trận đấu diễn ra ngày 9 tháng 1 năm 2024
| Zambia | Zambia | Zambia    |
| Năm    | Trận   | Bàn thắng |
| ------ | ------ | --------- |
| 2014   | 3      | 1         |
| 2015   | 9      | 1         |
| 2016   | 6      | 0         |
| 2017   | 0      | 0         |
| 2018   | 5      | 0         |
| 2020   | 5      | 0         |
| 2021   | 2      | 0         |
| 2022   | 10     | 0         |
| 2023   | 6      | 0         |
| 2024   | 1      | 0         |
| Tổng   | 47     | 2         |

### Bàn thắng quốc tế
Bàn thắng của Zambia đặt trước.
| Thứ tự | Ngày                 | Địa điểm                                   | Đối thủ  | Tỉ số | Kết quả | Giải đấu                 |
| ------ | -------------------- | ------------------------------------------ | -------- | ----- | ------- | ------------------------ |
| 1.     | 6 tháng 6 năm 2014   | Sân vận động Raymond James, Tampa, Hoa Kỳ  | Nhật Bản | 3–3   | 3–4     | Giao hữu                 |
| 2.     | 15 tháng 11 năm 2015 | Sân vận động Levy Mwanawasa, Ndola, Zambia | Sudan    | 1–0   | 2–0     | Vòng loại World Cup 2018 |